# Ciechanów
Ciechanów é um município da Polônia, na voivodia da Mazóvia e no condado de Ciechanów. Estende-se por uma área de 32,78 km², com 44 209 habitantes, segundo os censos de 2018, com uma densidade de 1375 hab/km².